# Monção, Bồ Đào Nha
Monção là một huyện thuộc tỉnh Viana do Castelo, Bồ Đào Nha. Huyện này có diện tích 211 km², dân số thời điểm năm 2001 là 19956 người.